# Latroniano
Latroniano (in latino Latronianus  ,; Hispania, ... – 385) è stato un poeta romano.

## Biografia
Latroniano fu un poeta e studioso dell'Hispania (Spagna romana), seguace del Priscillianesimo. Sarebbe stato giustiziato, insieme a Priscilliano e molti altri, a Treviri nel 385 , in quella che è considerata la prima esecuzione di eretici nella storia del cristianesimo. Infatti Priscilliano, arrivato a Treviri, fu accusato di praticare riti magici come danze notturne, uso di erbe abortive e astrologia cabalistica. Dopo aver ottenuto, mediante tortura, una confessione dallo stesso Priscilliano, Latroniano fu decapitato con il proprio maestro e con Felicissimo, Armenio, Eucrocia, Aurelio e Assarino.

## Opere
Latroniano è descritto da san Girolamo, nella brevissima biografia dedicatagli nel De viris illustribus come "un uomo di grande cultura e degno di essere confrontato con gli antichi come compositore in versi". Tuttavia, nessuna delle opere di Latroniano - definite come polimetre - è pervenuta.